# Cultura La Tolita
La Tolita és una cultura ameríndia localitzada a la zona costanera del nord de l'Equador i del sud de Colòmbia i que fou activa entre el segle V aC i el segle iv.
Rep el nom de l'illa del mateix nom situada molt a prop de la costa (província d'Esmeraldas, Equador) i també rep el nom de cultura tumaco a Colòmbia.
La seva economia estava basada en l'agricultura i l'explotació dels recursos marítims. Artísticament, destaca el tractament naturalista de les seves peces de ceràmica, amb un aspecte fortament escultòric. També cal destacar la seva orfebreria en plata i or, especialment les màscares, entre les quals destaca la magnífica peça conservada al Museu del Banc Central de l'Equador (del qual n'ha esdevingut l'emblema). Aquestes màscares acostumen a presentar ulls ametllats i boques amples. Presenta afinitats clares amb altres cultures de la zona, com la Jama-Coaque.